# Bahais (Manche)
Pour les articles homonymes, voir Bahais.
Bahais est une ancienne commune du département de la Manche.

## Toponymie

### Attestations anciennes
- [abl.] Bahetis, Bahaies, Bahais s.d.[1]
- de Beheia 1180[1].
- Behais ~1280[1].
- ecclesi[a] de Baheiis 1332[2].
- Behaés 1351/1352[3].
- Bahais 1612/1636[4], 1677[5].
- Bohaist 1713[6].
- Bahais 1753/1785[7], 1903[8].

### Étymologie
Peu de spécialistes ont étudié le nom de cette ancienne paroisse (la plupart des ouvrages de référence se limitent aux communes actuelles), et les rares auteurs qui l'ont fait se sont bornés à en trouver l'origine obscure. François de Beaurepaire établit un rapprochement avec le hameau de Bahais à Gourfaleur, sans en tirer de conclusions. Étant donné sa proximité avec l'ancienne paroisse, le nom du hameau est sans doute secondaire, et d'ailleurs on ne dispose pas pour lui de formes anciennes.
Hypothèse
Le h interne du mot, notant un hiatus, est l'indice d'une consonne amuïe entre voyelles : [d], [t], [g] ou [k] sont les plus probables. Si l'on fait l'hypothèse d'un nom relativement ancien (on ne voit pas vraiment d'étymon latin correspondant), on pourrait penser au mot gaulois °bāgos « hêtre, ».
La variation de la graphie de la syllabe finale, où prévalent néanmoins les formes en -s, fait hésiter entre plusieurs suffixes gaulois possibles : suffixe adjectival -ācon, suffixe collectif -ēton. Le type toponymique gaulois °bāg-ācon, « (l'endroit) où il y a des hêtres » est attesté dans le nord de la France par le nom de la ville de Bavay (Bagacum à l'époque gallo-romaine), ainsi que par le nom de la forêt suisse de Beiach, donc « la hêtraie ». Peut-être a-t-on affaire ici à une forme plurielle de ce mot, d'où l'étymon gallo-roman hypothétique °BAGACA (neutre pluriel), éventuellement refait en °BAGACAS (féminin pluriel). Cela dit, une formation directement féminine est aussi envisageable. La proximité des sons [g] et [k] dans le mot expliquerait par ailleurs un effet de dissimilation responsable du hiatus, là où l'on attendrait plutôt un yod (le son [j-] à l'initiale de yaourt), et donc une forme théorique °Bayais. On notera que dans le nom de Bavay, il y a également eu dissimilation, et apparition d'un [v] là où l'on attend le yod.
Le nom de Bahan, hameau à Saint-Symphorien-des-Monts, pourrait aussi reposer sur le gaulois °bāgos, avec un autre élément final.

## Histoire
Elle fusionne en 1836 avec Esglandes et Le Mesnil-Durand pour former la nouvelle commune de Pont-Hébert.

## Démographie
| 1793 | 1800 | 1806 | 1821 | 1831 |
| ---- | ---- | ---- | ---- | ---- |
| 177  | 134  | 190  | 175  | 142  |

## Administration

### Circonscriptions administratives avant la Révolution
- Généralité : Caen.
- Élection : Carentan et Saint-Lô en 1612/1636, Carentan en 1677, Saint-Lô en 1713.
- Sergenterie : Le Hommet.

## Religion

### Circonscriptions ecclésiastiques avant la Révolution
- Diocèse : Coutances.
- Archidiaconé : Val de Vire.
- Doyenné : Le Hommet.